# تامیامی (فلوریدا)
تامیامی (به انگلیسی: Tamiami) یک منطقهٔ مسکونی در ایالات متحده آمریکا است که در شهرستان میامی-دید، فلوریدا واقع شده‌است. تامیامی ۱۹٫۶ کیلومتر مربع مساحت و ۵۴٬۷۸۸ نفر جمعیت دارد و ۱ متر بالاتر از سطح دریا قرار دارد.